# Giorgio Ambrosoli - Il prezzo del coraggio
Giorgio Ambrosoli - Il prezzo del coraggio è un docu-drama italiano del 2019, diretto da Alessandro Celli.

## Trama
Il docu-drama racconta i cinque anni (dal 1974 al 1979) nei quali l'avvocato Giorgio Ambrosoli indagò gli snodi di un sistema corrotto e letale visti con gli occhi del maresciallo della Guardia di Finanza Silvio Novembre e ricostruiti mescolando scene di finzione, materiali di repertorio e preziose testimonianze.
(Finale)

## Interventi
- Umberto Ambrosoli, figlio di Giorgio Ambrosoli
- Giorgio Balzaretti, amico di Giorgio Ambrosoli
- Antonio Calabrò, giornalista e scrittore
- Vittorio Coda, collaboratore di Giorgio Ambrosoli
- Gherardo Colombo, giudice istruttore del processo Sindona
- Annalori Gorla, moglie di Giorgio Ambrosoli
- John Kenney, ex procuratore distrettuale di New York
- Marco Magnani, dirigente Banca d'Italia
- Franco Mugnai, amico di Giorgio Ambrosoli
- Francesca Sorini, nipote di Silvio Novembre
- Corrado Stajano, scrittore
- Anna Maria Tarantola, ex dirigente Banca d'Italia
- Massimo Teodori, membro commissione d'inchiesta su Sindona
- Sinibaldo Tino, collaboratore di Giorgio Ambrosoli
- Giuliano Turone, giudice istruttore del processo Sindona